# 三源一覧
『三源一覧』（さんげんいちらん）は、『源氏物語』の注釈書。

## 概要
1496年（明応5年）11月成立。10巻10冊。『花鳥余情』『河海抄』『紫明抄』の三書を合わせこの一書で済むようにしたものである。諸注集成の性格を持った注釈書であり、諸注集成の性格を持った注釈書としては最も早い時期に成立したものである。室町・戦国時代の公卿・歌人である富小路俊通の著とされているが、本書の序文を書いている三条西実隆の大きな影響の元に成立した書物であり、三条西実隆を実質的な著者と見ることもできる。
本書は『三賢一覧（さんけんいちらん）』と呼ばれることもあるが、この「三賢」とは、『花鳥余情』『河海抄』『紫明抄』の三書それぞれの著者である一条兼良、四辻善成、素寂の三人を中国古来の三賢人のになぞらえたことによるものである。
本書は余り普及しなかったらしく、伝本は少なく後世の注釈書における言及も少ないが、慶福院花屋玉栄がその著書『花屋抄』や『玉栄集』において本書を高く評価していたり、林羅山と源義弁引抄の著者一華堂切臨の師一華堂乗阿との間に起こった論争（いわゆる「源氏問答」）において本書の説が引かれているといった例が見られる。

## 『実隆公記』の記述
三条西実隆の日記である『実隆公記』には、本書の成立に関わる以下のような記述が見られる。
- 明応5年10月3日（1496年11月7日）
俊通朝臣来、河海、花鳥両部一具可抄出之支度也、其事相談之、愚存分粗示之了
- 同年11月20日（1496年12月24日）
俊通朝臣来、勘一盛雑談、河海花鳥等一奥書加之、少々猶注等加之草本持来、一覧了
- 同年11月23日（1496年12月27日）
俊通朝臣来、源氏物語注事聴不審之事談之、愚存分示了
- 同年11月26日（1496年12月30日）
俊通朝臣花鳥余情与河海抄一具書之、企抄出、銘並序事先日所望之、今日閑暇之間草遺之

## 伝本
本書の伝本は比較的少なく、わずかに以下のようなものが確認できるのみである。
- 天理図書館本
- 宮内庁書陵部本
- 神宮文庫本